# Grand Prix de Fourmies 2006
Il Grand Prix de Fourmies 2006, settantaquattresima edizione della corsa e valida come evento dell'UCI Europe Tour 2006, si svolse il 10 settembre 2006, per un percorso totale di 198 km. Fu vinto dal belga Philippe Gilbert che giunse al traguardo con il tempo di 4h34'43" alla media di 43,245 km/h.
Al traguardo 120 ciclisti portarono a termine il percorso.

## Ordine d'arrivo (Top 10)
| Pos. | Corridore         | Squadra         | Tempo    |
| ---- | ----------------- | --------------- | -------- |
| 1    | Philippe Gilbert  | F. des Jeux     | 4h34'43" |
| 2    | Adrián Palomares  | Kaiku           | a 3"     |
| 3    | Michael Albasini  | Liquigas        | s.t.     |
| 4    | Robbie McEwen     | Davitamon       | a 8"     |
| 5    | William Bonnet    | Crédit Agricole | s.t.     |
| 6    | Mathieu Drujon    | Auber 93        | s.t.     |
| 7    | Jeremy Hunt       | Unibet.com      | s.t.     |
| 8    | Enrico Degano     | Barloworld      | s.t.     |
| 9    | Frédéric Amorison | Landbouwkrediet | s.t.     |
| 10   | Crescenzo D'Amore | Acqua & Sap.    | s.t.     |